# Санґі
Санґі (яп. 参議, さんぎ) — Імператорський радник в Японії.
1. Посада у Великій державній раді, Імператорському уряді до-модерної Японії. Молодше Старшого радника (дайнаґон) і середнього радника (тюнаґон). Надавалася чиновникам 3-4 рангу. Скасована 1868 року.
2. Посада заснована 1869 року при Великій державній раді, Імператорському уряді періоду реставрації Мейдзі. Особи, яка займали її, були другими за значенням високопосадовцями в державі після правого і лівого міністра. Разом із цими міністрами вони визначали основний політичний, економічний і соціальний курс Японії. Ліквідована 1885 року у зв'язку із заміною Великої державної ради Кабінетом міністрів Японії.

Від назви посади походить назва Палати радників японського Парламенту. 

## 1869 - 1885
- Ґото Сьодзіро
- Ето Сімпей
- Іноуе Каору
- Ітаґакі Тайсуке
- Ітідзі Масахару
- Іто Хіробумі
- Кавамура Сумійосі
- Кацу Кайсю
- Кідо Такайосі
- Курода Кійотака
- Мацуката Масайосі
- Маебара Іссей
- Окі Такато
- Окубо Тосіміті
- Окума Сіґенобу
- Ояма Івао
- Сайґо Такаморі
- Сайґо Цуґуміті
- Сайто Тосіюкі
- Сакакі Такаюкі
- Соедзіма Танеомі
- Терасіма Муненорі
- Фукуока Такатіка
- Ямаґата Арітомо
- Ямада Акійосі